# Giro dei Paesi Baschi 1990
Il Giro dei Paesi Baschi 1990, trentesima edizione della corsa, si svolse dal 2 al 6 aprile 1990 su un percorso di 832 km ripartiti in cinque tappe (l'ultima suddivisa in 2 semitappe). Fu vinto da Julián Gorospe, davanti a Rolf Gölz e Miguel Indurain.

## Tappe
| Tappa  | Data     | Percorso                                             | km  | Vincitore di tappa           | Leader cl. generale |
| ------ | -------- | ---------------------------------------------------- | --- | ---------------------------- | ------------------- |
| 1ª     | 2 aprile | Zestoa > Zestoa                                      | 131 | Malcom Elliot                | Malcom Elliot       |
| 2ª     | 3 aprile | Zestoa > La Arboleda                                 | 192 | Rolf Gölz                    | Peio Ruiz Cabestany |
| 3ª     | 4 aprile | Valle de Trápaga > Ibardin                           | 183 | Julián Gorospe               | Julián Gorospe      |
| 4ª     | 5 aprile | Vera de Bidasoa > Salvatierra                        | 191 | Fernando Martínez de Guereñu | Julián Gorospe      |
| 5ª-1ª  | 6 aprile | Salvatierra > Legazpi (Gipuzkoa)                     | 120 | Miguel Indurain              | Julián Gorospe      |
| 5ª-2ª  | 6 aprile | Legazpi (Gipuzkoa) > Barrendiola (Cron. individuale) | 15  | Brian Walton                 | Julián Gorospe      |
| Totale | Totale   | Totale                                               | 832 |                              |                     |

## Classifiche finali

### Classifica generale
| Pos. | Corridore       | Squadra       | Tempo     |
| ---- | --------------- | ------------- | --------- |
| 1    | Julián Gorospe  | Banesto       | 21h01'29" |
| 2    | Rolf Gölz       | Buckler       | a 20"     |
| 3    | Miguel Indurain | Banesto       | a 22"     |
| 4    | Iñaki Gastón    | CLAS-Cajastur | a 33"     |
| 5    | Tom Cordes      | Buckler       | a 34"     |